# Arcadia 2001
Arcadia 2001 — 8-разрядная игровая консоль второго поколения, выпущенная компанией Emerson Radio Corporation в 1982 году.
Название консоли не имеет отношения к одноимённой компании Arcadia Corporation, выпустившей устройство расширения Starpath Supercharger для Atari 2600. Компания Emerson подала в суд на Arcadia Corporation по причине нарушения торгового знака, вынудив её изменить своё название на Starpath. Emerson лицензировала Arcadia 2001 разным компаниям по всему миру, что привело к выпуску более 30 версий консоли.
Оригинальная версия консоли была изначально неконкурентоспособной на момент её появления в США. Почти в то же время на рынок вышли более совершенные консоли Atari 5200 и ColecoVision. Помимо этого, компания Atari имела эксклюзивные права на многие популярные игры, что сделало их появление на Arcadia 2001 практически невозможным.

## Описание

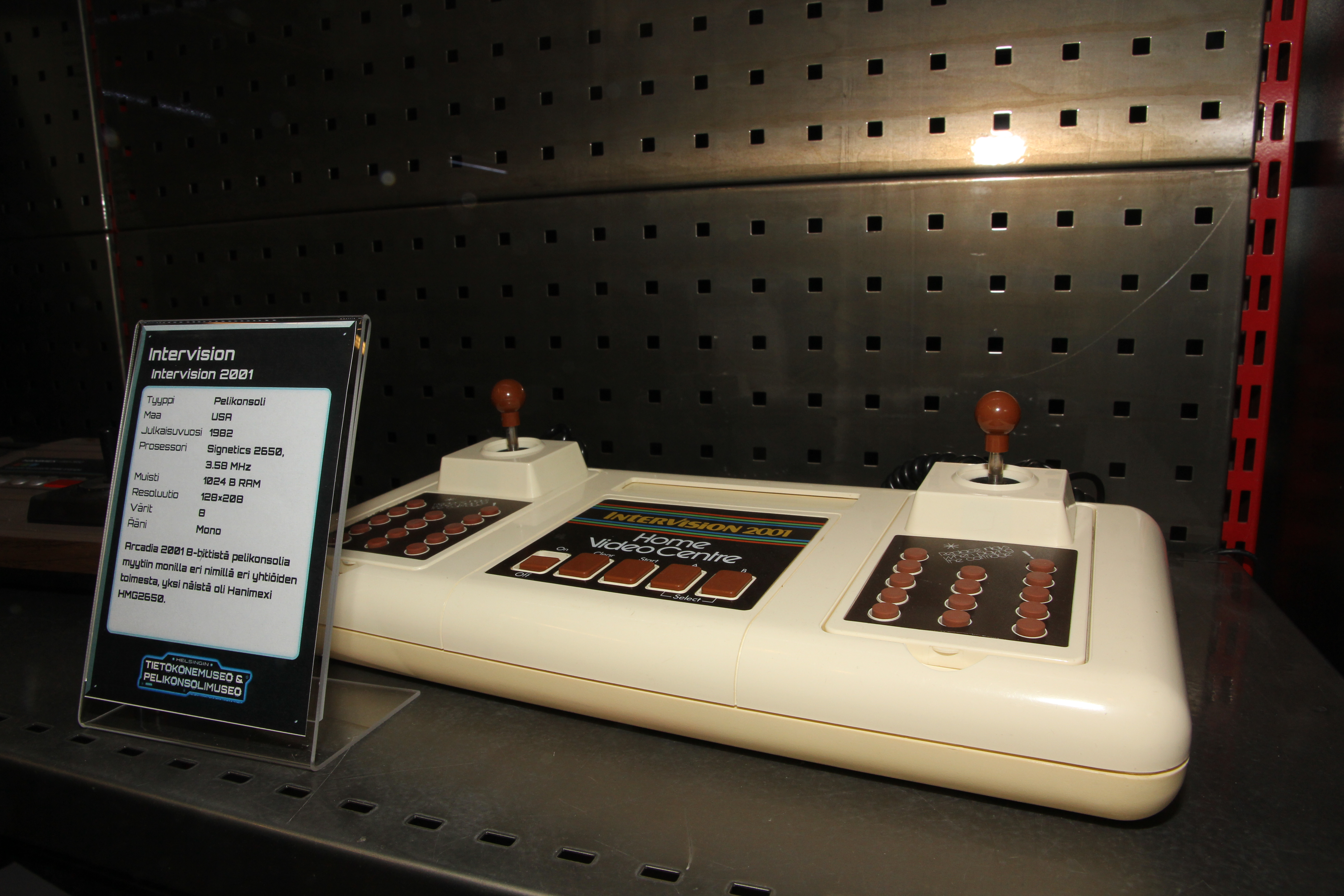
Intervision 2001

Arcadia 2001 была намного меньше других конкурирующих с ней консолей. Питание обеспечивалось стандартным внешним 12-вольтовым блоком питания, что позволяло использовать её в местах с низковольтной электросетью — например, в машине. Эта возможность, однако, требовала наличия портативного телевизора, которые были редкостью в начале 1980-х годов. На корпусе консоли находилось пять кнопок (питание, старт, сброс, опции и выбор), а также два разъёма для подключения наушников.
Игровые контроллеры были аналогичны контроллерам консоли Intellivision, но имели более удобные боковые кнопки стрельбы. В центре указателей направления находилось отверстие с резьбой, в которое могла вкручиваться ручка, превращая контроллер в джойстик. Аналогичная возможность впоследствии также присутствовала в консолях компании Sega. Многие игры поставлялись с накладками на цифровую клавиатуру контроллеров.
Графические возможности консоли были аналогичны консолям Intellivision и Odyssey².

## Варианты
Arcadia 2001 была лицензирована многим компаниям, которые выпускали её в разных странах под разными названиями. Не все версии консоли совместимы по причине различия слота картриджа и особенностей корпуса. Все выпускавшиеся консоли можно разделить на несколько групп, в пределах которых консоли обладали совместимостью (Emerson, MPT-03, Ormatu, Palladium, Orbit).
| Название                            | Производитель         | Страна         | Совместимость |
| ----------------------------------- | --------------------- | -------------- | ------------- |
| Advision Home Arcade                | Advision              | Франция        | Emerson       |
| Arcadia                             | Bandai                | Япония         | Emerson       |
| Arcadia 2001                        | Emerson               | США            | Emerson       |
| Cosmos                              | Tele-Computer         | Испания        | Emerson       |
| Dynavision                          | Morning-Sun Commerce  | Япония         | MPT-03        |
| Ekusera                             | P.I.C.                | Япония         | MPT-03        |
| Hanimex MPT-03                      | Hanimex               | Франция        | MPT-03        |
| HMG-2650                            | Hanimex               | Германия       | Emerson       |
| Home Arcade Centre                  | Hanimex               | Франция        | Emerson       |
| Intelligent Game MPT-03             | Intelligent Game      | США            | MPT-03        |
| Intercord XL 2000 System            | Intercord             | Германия       | Emerson       |
| Intervision 2001                    | Intervision           | Швейцария      | Ormatu        |
| ITMC MPT-03                         | ITMC                  | Франция        | MPT-03        |
| Leisure-Vision                      | Leisure-Dynamics      | Канада         | Emerson       |
| Leonardo                            | GiG Electronics       | Италия         | Emerson       |
| Ormatu 2001                         | Ormatu Electronics BV | Нидерланды     | Ormatu        |
| Palladium Video Computer Game       | Neckermann            | Германия       | Palladium     |
| Polybrain Video Computer Game       | Polybrain             | Германия       | Palladium     |
| Poppy MPT-03 Tele Computer Spiel    | Poppy                 | Германия       | MPT-03        |
| Prestige Video Computer Game MPT-03 | Prestige              | Франция        | MPT-03        |
| Rowtron 2000                        | Rowtron               | Англия         | MPT-03        |
| Schmid TVG-2000                     | Schmid                | Германия       | Emerson       |
| Sheen Home Video Centre 2001        | Sheen                 | Австралия      | Ormatu        |
| Soundic MPT-03                      | Soundic               | Финляндия      | MPT-03        |
| Tele Brain                          | Mr. Altus             | Германия       | Palladium     |
| Tele-Fever                          | Tchibo                | Германия       | Emerson       |
| Tempest MPT-03                      | Tempest               | Австралия      | MPT-03        |
| Tobby MPT-03                        | Tobby                 | Tobby          | MPT-03        |
| Trakton Computer Video Game         | Trakton               | Австралия      | Palladium     |
| Tryom Video Game Center             | Tryom                 | США            | MPT-03        |
| Tunix Home Arcade                   | Monaco Leisure        | Новая Зеландия | Emerson       |
| UVI Compu-Game                      | Orbit Electronics     | Новая Зеландия | Orbit         |
| Video Master                        | Grandstand            | Новая Зеландия | Orbit         |

## Технические характеристики
- Процессор: Signetics 2650 на частоте 3.58 МГц (в некоторых версиях использовался Signetics 2650A)
- ОЗУ: 512 байт
- Видео: на основе видеоконтроллера Signetics 2637 UVI
  - 128 × 208
  - 128 × 104
  - 8 цветов
  - 4 независимых монохромных аппаратных спрайта
- Звук: один канал тона и один канал шума
- Управление: два контроллера, каждый имеет указатель направления и 12 кнопок (больше в некоторых версиях консоли)

## Игры
Библиотека игр консоли включала 51 уникальную игру и около 10 вариантов. Многие из игр являлись портами малоизвестных игр для игровых автоматов, таких как Route 16 и Jungler.
- 3-D Bowling
- 3-D Raceway
- 3-D Soccer
- Alien Invaders
- Astro Invader
- American Football
- Baseball
- Brain Quiz
- Breakaway
- Capture
- Cat Trax
- Crazy Gobbler
- Crazy Climber (не выпущена)
- Escape
- Funky Fish
- Galaxian
- Grand Prix 3-D
- Grand Slam Tennis
- Hobo
- Home Squadron
- Jump Bug
- Jungler
- Kidou Senshi Gundamu (выпущена только в Японии)
- Math Logic
- Missile War
- Ocean Battle
- Pleiades
- RD2 Tank
- Red Clash
- Robot Killer (клон игры Berzerk)
- Route 16
- Soccer
- Space Attack
- Space Chess
- Space Mission
- Space Raiders
- Space Squadron
- Space Vultures
- Spiders
- Star Chess
- Super Bug
- Super Gobbler
- Tanks A Lot
- The End
- Turtles/Turpin

## Эмуляция
- Эмуляторы WinArcadia и AmiArcadia
- Первый эмулятор Emerson Arcadia 2001 (для MS-DOS)
- Многосистемный эмулятор MESS
- MESS wiki Arcadia 2001 documentation and games snapshots